# Kamienna (województwo pomorskie)
Kamienna – osada w Polsce położona w województwie pomorskim, w powiecie kwidzyńskim, w gminie Prabuty przy drodze wojewódzkiej nr 522.
| SIMC    | Nazwa   | Rodzaj     |
| ------- | ------- | ---------- |
| 0155694 | Rumunki | przysiółek |

W latach 1975–1998 miejscowość administracyjnie należała do województwa elbląskiego.